# Antonio Olmo
Antonio Olmo Ramírez (Sabadell, 1954. január 18. –) spanyol válogatott labdarúgó.

## Pályafutása

### Klubcsapatban
Sabadellben született. Pályafutását a Barcelona B együttesében kezdte 1971-ben. Egy évvel később az amatőr FC Calella csapatához került kölcsönbe, majd visszatért a Barcelonához, ahol pályafutása hátralévő részét töltötte. Az első két szezonjában még a Barcelona B-ben szerepelt, majd bemutatkozhatott az első csapatban is. Debütálására 1976. szeptember 5-én került sor egy UD Las Palmas elleni 4–0-ás győzelemmel zárult bajnoki alkalmával. 
A Barcelona színeiben összesen hét kupát nyert. A spanyol kupa serlegét három, míg a kupagyőztesek Európa-kupáját kétszer hódította el csapatával. 1984 júniusában, 30 évesen vonult vissza az aktív játéktól. 

### A válogatottban
1977 és 1980 között 13 alkalommal szerepelt a spanyol válogatottban és 7 gólt szerzett. Részt vett az 1978-as világbajnokságon és az 1980-as Európa-bajnokságon.

## Sikerei, díjai
FC Barcelona
- Spanyol kupa (3): 1977–78, 1980–81, 1982–83
- Kupagyőztesek Európa-kupája (1): 1978–79, 1981–82
- Spanyol szuperkupa: 1983

## Külső hivatkozások
- Antonio Olmo adatlapja a National-Football-Teams.com oldalon (angolul)

- Antonio Olmo (angol nyelven). eu-football.info
- Antonio Olmo (angol, katalán, spanyol nyelven). BDFutbol.com